# 로빈 깁
로빈 휴 깁(영어: Robin Hugh Gibb, CBE, 1949년 12월 22일 ~ 2012년 5월 20일)은 영국 맨섬에서 태어난 싱어송라이터로, 그룹 비지스의 주요 구성원이다. 모리스 깁의 쌍둥이 형이다.

## 생애
1994년 형 배리 깁, 쌍둥이 남동생 모리스 깁과 함께 작곡가 명예의 전당에 올랐으며 2004년에는 배리 깁과 함께 맨체스터 대학교에서 명예 음악박사 학위를 받았다.
한국에서 영화 《인정사정 볼 것 없다》 수록곡으로 유명한 〈Holiday〉를 작곡하고 부른 주인공이며, 2005년 단독 방한하여 8월 31일 코엑스에서 내한공연을 하기도 했다.
2007년부터 2012년 사망할 때까지 국제저작권연합회(CISAC) 회장을 2회 연임하기도 했다.
2011년 10월 로빈 깁은 지병이었던 복통이 심해져 입원, 장의 일부를 적출하는 수술과 결장염 치료를 받았다. 여러 번의 입원 과정에서 결장의 염증이 암으로 진행되어 간으로 전이되었음이 발견되고, 같은 해 11월에 병세가 악화되어 병원으로 후송되었다. 2012년 1월의 잡지 인터뷰에서는 자신의 암치료가 극적으로(spectacular) 좋은 예후를 보이고 있다고 밝혔다. 2012년 3월 28일, 관계자는 로빈 깁이 급히 입원해 장(腸)수술을 받고 회복 중이며, 예정되었던 출연들(appearances)은 취소되었다고 밝혔다. 4월 15일 보도에 따르면 로빈 깁은 폐렴으로 인해 혼수상태(coma)에 빠져 위독한 상황이었다.
로빈 깁은 곧 혼수상태에서 깨어났지만, 한 달 뒤 신부전 및 간부전으로 인해 향년 62세의 나이로 사망하였다.

## 서훈
- 2002년 대영 제국 훈장 3등급(CBE) 수훈[5]